# Pamplemoussier de Timor
Espèce
Le pamplemoussier de Timor est un cultivar de Citrus maxima diffusé en Europe depuis la collection INRAE-CIRAD. Il s'agit d'un pur pomelo, seule une petite introgression de cédratier (C. medica) a été mise au jour (2014). 

## Dénomination
Jacques Choppin de Janvry écrit en 1938 qu’aucun pamplemoussier n’a encore été signalé au Timor. 'de Timor' figure au catalogue de la collection INRAE-Cirad sous la cote SRA 707, c'est depuis cette collection qu'il a été diffusé dans la zone méditerranéenne. Il n'est pas signalé en Amérique ni en Asie. Il y est classé parmi les variétés de pamplemousse avec 'Chandler' SRA 608, 'hybride de Bali' SRA 663, 'Sunshine' SRA 324 et 'Tahiti' SRA 727. En l'absence de sources rien ne confirme qu'il provient de Timor.

## Description
En 2013 : Hager Snoussi Ep. Trifa établit une phylogénèse des pamplemoussiers tunisiens qui comporte 2 populations: 'Nam Roi', 'Chandler', 'Kao Pan' et 'Pink' 'de florès' 'de Timor', 'Eingedi' et 'Tahiti'. En 2017, Amel Oueslati (thèse de doctorat) se fondant sur un séquençage des cultivars tunisiens écrit «Les variétés 'Timor’, ‘Deep Red’, ‘Pink’ et ‘Tahiti’ peuvent être considérées comme de pur représentant du taxon de base C. maxima».

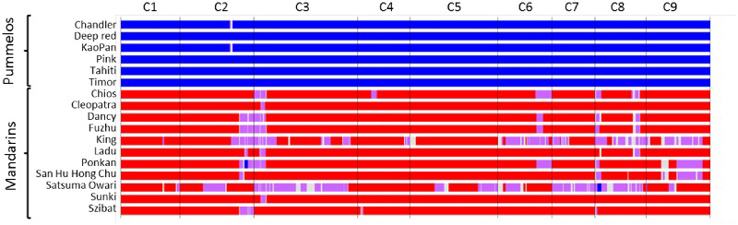
Micro homozygotie chez 'Chandler' et 'Kao Pan' et très faible inter spécificité des C. maxima des collections européennes. Timor en 6e ligne (2017)

Les 6 principales variétés de pomelo ('Chandler', 'Kao Pan', ‘Deep Red’, ‘Pink’, ‘Tahiti’, 'Tinor' ) ne montrent aucune introgression de mandarine (contrairement aux multiples mandariniers où l'introgression de pomelo est quasi universelle), ce sont de très bons représentants de C . maxima (2017). L'introgression de C. medica dans le pomelo 'Timor' est quasi insensible et ne modifie  pas l'analyse.

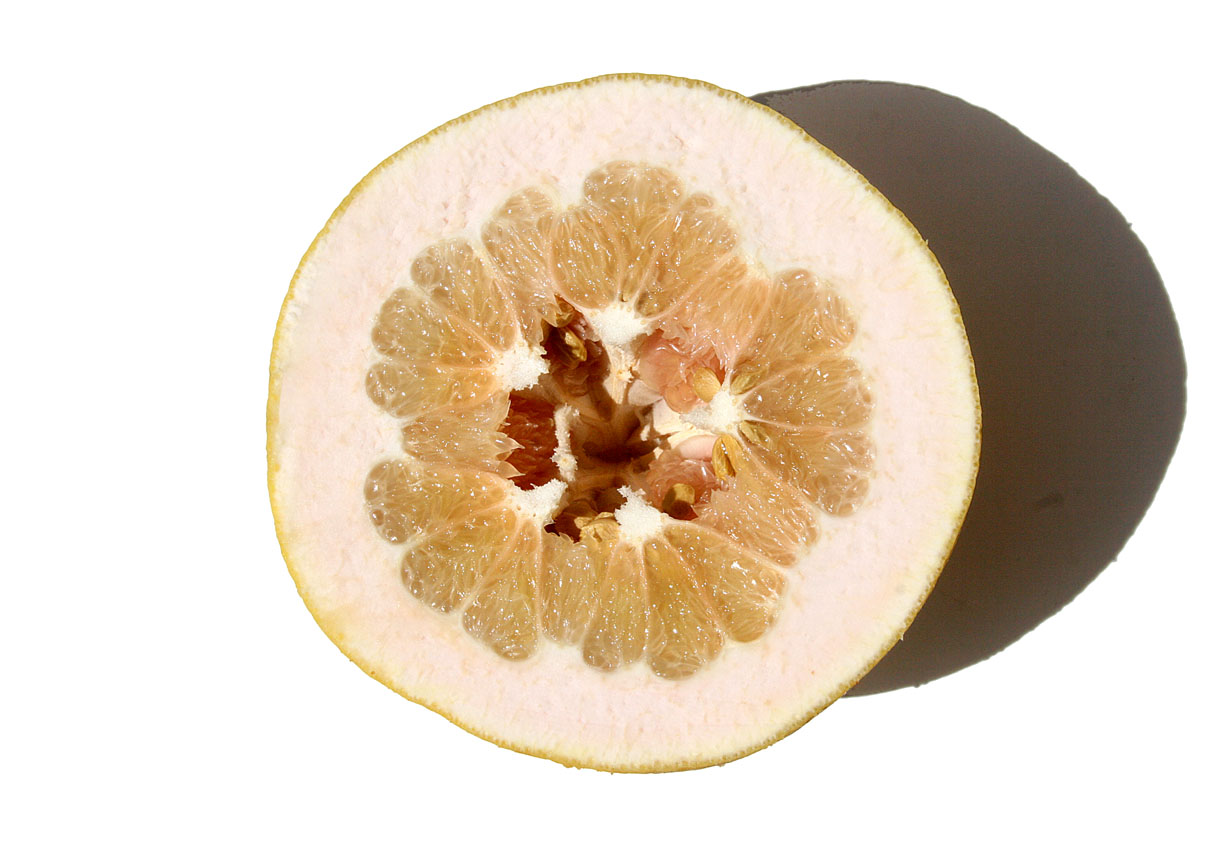
Timor en coupe

### La plante
Bel arbre aux grandes feuilles. Le fruit est sphérique, jaune à maturité avec des graines. Les pépiniéristes italiens recommandent la pulpe en salade mais surtout l'utilisation de l'arbre en décoration. 